# Kościół Narodzenia św. Jana Chrzciciela w Proszowej
Kościół pod wezwaniem Narodzenia św. Jana Chrzciciela w Proszowej – kościół filialny Parafii Imienia Najświętszej Maryi Panny w Grudzy, położony w Proszowej.

## Historia
Kościół został wzniesiony na przełomie XV/XVI w. z kamienia łupanego. Pierwotnie świątynia wpisywała się w kanony architektury późnogotyckiej, aktualnie wpisuje się bardziej w styl barokowy.
Została przebudowana w XVIII w. (otrzymała wówczas barokowe wyposażenie) oraz w 1880 r., remontowano ją także w latach 1985-1986. W wyniku tychże prac obiekt zatracił pierwotne cechy gotyckie.
Od 8 maja 1981 roku świątynia wraz z przykościelnym cmentarzem wpisana jest do Rejestru zabytków nieruchomych woj. dolnośląskiego Narodowego Instytutu Dziedzictwa i stanowi najstarszy i jeden z najcenniejszych zabytków wsi Proszowa.

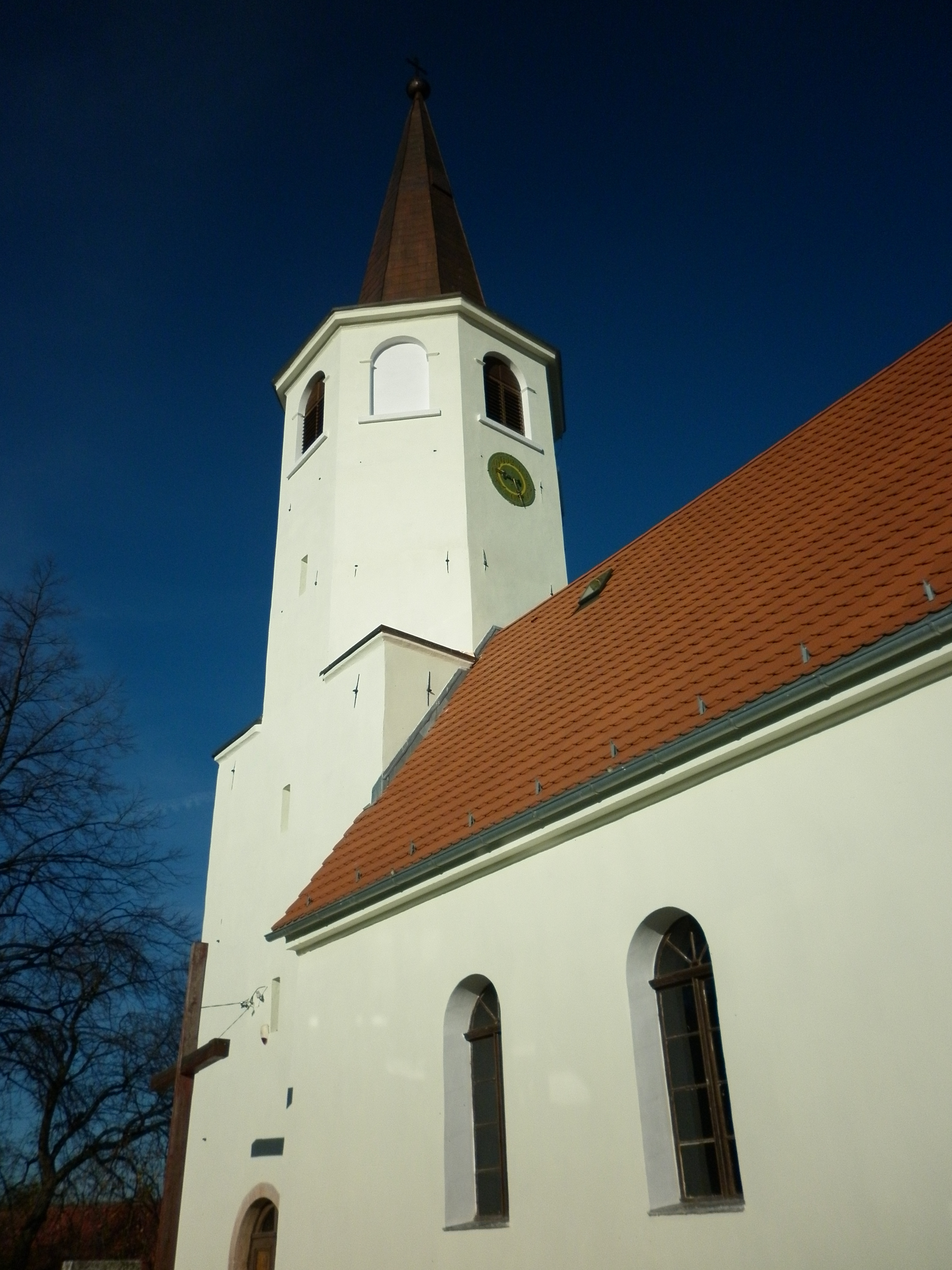
Wieża kościelna

## Architektura
Budowla reprezentuje typ kościołów wiejskich, licznie występujących na terenie Dolnego Śląska o wartościach architektonicznych wzbogaconych o takie detale, jak: portal, stolarka drzwi, pilastry, półkoliste, zamknięte okna, ośmioboczna wieża.
Kościół orientowany, murowany, jednonawowy, z kwadratowym w planie, nie wydzielonym prezbiterium, z wieżą od zachodu, nieco przesuniętą z osi, z zakrystią i kaplicą od północy, nakryty dachami dwuspadowymi. We wnętrzu, przesklepionym kolebką, zachowały się: ołtarz, ambona i chrzcielnica z XVIII w.